# Crio
Crio (em grego:  Κρείος, transl.: Kreíos), na mitologia grega, é um dos doze titãs clássicos da tradição hesiódica, filho de Gaia (Terra) e Urano (Céu). Do grego, seu nome significa "carneiro". Intimamente relacionado com a constelação de Áries (carneiro), Crio era o titã das constelações e sua função na cosmogonia grega era o de organizar os ciclos estelares, Crio Também era visto como Deus do frio, das nevascas e das criaturas abissais não conhecidas pela humanidade. Sua esposa era Euríbia, deusa que personificava o domínio sobre os mares, nascida da união de Gaia e Pontos, e seus filhos foram Palas (deus dos ofícios guerreiros), Perses (deus da destruição) e Astreu (deus dos astros e das estrelas). Este último se uniu a Eos (deusa da aurora) e gerou as estrelas, os quatro ventos (Bóreas, Nótos, Eúros e Zéphyros) e os planetas conhecidos na Antiguidade: Phaínôn (Saturno), Phaéthôn (Júpiter), Pyroeís (Marte), Stílbôn (Mercúrio) e Eôsphóros-Hésperos (Vênus). Crio tomou o partido de Cronos na Titanomaquia e foi atirado ao Tártaro após a sua derrota pelos deuses olímpicos. Porém, segundo o que apregoam diversas tradições míticas posteriores, Zeus, uma vez reconciliado com o pai, libertou os titãs de seus grilhões e permitiu que eles finalmente retomassem as suas funções divinas na ordem universal.